# Brakna
Brakna (arabiska: ولاية البراكنة) är en region (wilaya) i sydvästra Mauretanien. Huvudort är Aleg. Den gränsar till Senegal i söder. Regionen hade 391 310 invånare vid folkräkningen år 2023.
Brakna är indelat i sex departement (moughataa).
| Departement (moughataa) | Folkmängd (2023) | Kommuner |
| ----------------------- | ---------------- | --- |
| Aleg                    | 75 856           | - Aleg (27 120 invånare) - Chegar (11 205 invånare) - Bouhdida (27 203 invånare) - Aghchorguit (10 328 invånare)                       |
| Bababé                  | 43 410           | - Bababé (14 513 invånare) - Elverae (9 847 invånare) - Hayré Mbar (19 050 invånare)                                                   |
| Boghé                   | 85 333           | - Boghé (50 205 invånare) - Dar Elavya (5 518 invånare) - Dar Elbarka (15 248 invånare) - Woul Birem (14 362 invånare)                 |
| Magta Lahjar            | 79 046           | - Magta Lahjar (25 704 invånare) - Sangrava (24 013 invånare) - Djonaba (14 038 invånare) - Wad Amour (15 291 invånare)                |
| Mbagne                  | 52 865           | - Mbagne (12 719 invånare) - Niabina (15 692 invånare) - Edebay Elhejjaj (12 151 invånare) - Bagodine (12 303 invånare)                |
| Maal                    | 54 800           | - Maal (14 056 invånare) - Lem Oudou (9 328 invånare) - Elbatha (6 437 invånare) - Bourat (16 059 invånare) - Djelwar (8 920 invånare) |